# Frederik Ricard
Frederik Cecil Jean Ricard (26. april 1870 i København – 16. december 1931 sammesteds) var en dansk jurist, assessor (dommer) og revyforfatter, bror til Olfert Ricard.
Ricard var søn af gehejmekonferensråd, departementschef C.F. Ricard og hustru Signe Sophie Vilhelmine Møller, blev student fra Borgerdydskolen på Christianshavn 1887 og cand.jur. fra Københavns Universitet i 1895. Han blev derefter assistent i Det gjensidige Forsikringsselskab "Danmark" 1896-1899, hvorefter han blev kontorchef i Landbygningernes almindelige Brandforsikring. I 1910 blev han overretssagfører, birkedommer på Læsø i 1913 og assessor i Landsoverretten for Nørrejylland i Viborg i 1915. Fra 1919 til sin død var han landsdommer ved Vestre Landsret. 
Allerede som 20-årig debuterede han som revyforfatter med forestillingen Glutter ombord. 
Ricard var Ridder af Dannebrog, medstifter af Danske Dramatikeres Forbund 1906 og medlem af dets bestyrelse.
Han er begravet på Vestre Kirkegård i København. Der findes en pastel af Eduard Saltoft 1927 i familieeje.